# Umweltschutzgesetz
Das schweizerische Bundesgesetz über den Umweltschutz, kurz: Umweltschutzgesetz, Abk. USG, beruht auf den Artikeln 74 und 120 der Bundesverfassung. Danach erlässt der Bund „Vorschriften über den Schutz des Menschen und seiner natürlichen Umwelt vor schädlichen oder lästigen Einwirkungen“ (Art. 74) und „über den Umgang mit Keim- und Erbgut von Tieren, Pflanzen und anderen Organismen“ (Art. 120).
Das USG gilt auch in Liechtenstein.

## Zielsetzung
Das Gesetz definiert in Artikel 1 das Ziel, „Menschen, Tiere und Pflanzen, ihre Lebensgemeinschaften und Lebensräume gegen schädliche oder lästige Einwirkungen schützen sowie die natürlichen Lebensgrundlagen, insbesondere die biologische Vielfalt und die Fruchtbarkeit des Bodens, dauerhaft erhalten.“ Diese Zielsetzung ist seit 1. Januar 2004 in Kraft und wurde zuletzt am 21. März 2003 durch das Gentechnikgesetz verändert.

## Wichtigste Regelungsbereiche und -inhalte
Besonders wichtig für die praktische Umweltpolitik in der Schweiz ist die Verankerung von vier Grundprinzipien des Umweltschutzes im USG:
- Vorsorgeprinzip: Art. 1 Abs. 2 fordert die frühzeitige Begrenzung von „Einwirkungen, die schädlich oder lästig werden könnten“. Als wesentliches Instrument zur Umsetzung des Vorsorgeprinzips ist daher in den Art. 10a – 10d die Umweltverträglichkeitsprüfung (UVP) vorgesehen. Danach unterliegen Projekte einer Prüfung, wenn diese die Umwelt erheblich belasten könnten. Die UVP umfasst insbesondere Aussagen über das zu erwartende Ausmass der Umweltbelastung und auch darüber, wie diese Belastungen reduziert und vermieden werden könnten.

- Verursacherprinzip: Art. 2 legt fest, dass der Verursacher von Massnahmen nach dem USG dafür die Kosten zu tragen hat. Hiermit soll vermieden werden, dass die Kosten, die durch umweltbelastende Tätigkeiten verursacht werden, auf die Allgemeinheit abgewälzt werden. Eine Internalisierung dieser Kosten bereits bei der Ausübung der Tätigkeit trägt zu aussagekräftigeren Preisen und damit zu einem besseren marktwirtschaftlichen Wettbewerb bei.

- Prinzip der Bekämpfung an der Quelle: Nach Art. 11 gilt es Emissionen, die zur Verunreinigung der Luft beitragen, „durch Massnahmen an der Quelle“ zu begrenzen. Denn anders als z. B. verschmutztes Wasser kann verunreinigte Luft nicht im Nachhinein gesäubert werden.

- Kooperationsprinzip: In mehreren Bestimmungen, so in den Art. 31 und 41, werden Behörden, Wirtschaft und Bevölkerung zur Zusammenarbeit beim Vollzug des Gesetzes verpflichtet.